# Рахманов, Александр Николаевич
Александр Николаевич Рахманов (1861—1926) — русский врач-акушер, видный работник в области охраны материнства и младенчества, внёсший большой вклад в отечественную[какую?] гинекологию.

## Биография
Окончил медицинский факультет Московского университета (1885).
Работал в клинике Славянского, затем прошёл ординатуру (1886—1889) в Московской акушерской клинике.
По окончании ординатуры Рахманов поступает на городскую службу (1889), и с этого времени начинается его самостоятельная врачебная и общественная деятельность.
Им организуется первый бесплатный родильный приют с гинекологическим отделением, впоследствии при его ближайшем участии открывается ряд других родильных приютов.
В 1906 году по инициативе и проекту Рахманова в Москве на средства Агриппины Алексеевны Абрикосовой (урождённой Мусатовой, 1832—1901) был построен образцовый родильный дом, руководителем и директором которого он был с момента основания его до 1925 года.
Наряду с этим он принимал активное участие в целом ряде комиссий по организации родовспоможения, улучшению и расширению акушерской помощи, основал первое общество охраны материнства и способствовал открытию первого убежища для матерей (1909).
Особенно развилась деятельность Рахманова после Октябрьской революции, когда идея охраны материнства и младенчества получила широкий размах и стала проводиться в государственном масштабе.
Много внимания им уделено реорганизации Воспитательного дома, созданию Института акушерства, преобразованного впоследствии в женское отделение и клинику Научного института охраны материнства и младенчества Наркомздрава.
Александр Николаевич был деятельным участником целого ряда комиссий при Наркомздраве, выступал с руководящими докладами на Всесоюзных съездах по охране материнства и младенчества и положил начало организации Центральной комиссии по изучению противозачаточных средств (будучи её первым председателем).
В 1924 году в Государственном институте физиотерапии открыл биопатологическое отделение (впоследствии — экспериментальный отдел).
Рахманов оставил 22 научных работы, из которых заслуживают внимания работы о родовспоможении, о консультации, кесарском сечении, электрар-голе и другие. Придумал и ввёл в практику кровать для рожениц, так называемую кровать Рахманова, или в просторечии рахмановку. Помимо кровати Рахманов ввёл в акушерскую практику ещё много полезного, например, «обратные письма» — прообраз современных обменных карт, которые выдаются каждой «организованной» беременной.
Скончался в 1926 году. Похоронен на Новодевичьем кладбище.

## Семья
Супруга — София Алексеевна (урождённая Абрикосова) (1865—1948). Дочь Агриппины Александровны и Алексея Ивановича Абрикосовых.
В браке родилось четверо детей:
- София (1888—1977). Супруг — Иван Иванович Обтемперанский (1880—1949).
- Мария (1889—1971). Супруг погиб во время войны, детей не было.
- Елена (1894—1978). Первый супруг — Борис Ширяев эмигрировал во время революции. Второй супруг — Александр Фёдорович Зябкин, архитектор.
- Александр (1892—1905).

### Адреса в Москве
Варсонофьевский переулок, дом 7